# 若林元太
若林 元太（わかばやし げんた、1994年8月29日 - ）は、日本の俳優。
静岡県出身。ミシェルエンターテイメント所属。

## 略歴
2012年ワタナベエンターテイメントカレッジ10期生として入学。同期の仲間と演劇ユニットCoZaTo×を結成。
2014年よりミシェルエンターテイメントに所属。
2019年、『やすらぎの刻〜道』（テレビ朝日）の出演者オーディションで約5,000人の応募の中から主人公の親友の役を勝ち取る。
2019年と2020年の2年連続で、宅間孝行が主催するTAKUMA FESTIVAL JAPAN（通称：タクフェス）に出演する。

## 人物
特技はサッカーで高校までやっており高校は千葉の暁星国際高校へ進学、親元を離れ寮生活をおくった。
さまぁ〜ずの大ファン。

## 出演

### テレビドラマ
- この声をきみに（2017年9月8日 - 11月17日、NHK総合） - 鈴木翔 役[3]
- 逆転弁護士・水木邦夫〜声なき叫び〜（2018年、TBS） - 被害者 高尾翔太 役
- 人狼ゲーム ロストエデン（2018年1月21日 - 3月25日、テレビ神奈川）
- 今日から俺は!! 第5話（2018年11月11日、日本テレビ） - 紅野の同級生 役
- やすらぎの刻〜道（2019年、テレビ朝日） - 青洟 役[4][5]
- チョコレート戦争〜朝に道を聞かば夕べに死すとも可なり〜（2020年1月11日 - 3月28日、テレビ神奈川） - 田辺慎吾 役[6]
- 流れ星（2021年3月22日、NHK BSプレミアム） - 駒村学 役[7]
- 暴太郎戦隊ドンブラザーズ ドン18話・ドン19話（2022年7月3日・10日、テレビ朝日） - 若者 役[8]
- 連続テレビ小説 舞いあがれ! 第33回 - （2022年11月16日 - 、NHK） - 浦一太 役[9]
- ノロイヲアゲル（2025年1月5日 - 3月30日、テレビ東京） - 田辺順也 役[10]

### 配信ドラマ
- ぼくは麻理のなか（2017年3月31日、FOD） - 横山 役
- ようこそ東映殺影所へ（2021年8月13日、Xstream46） - 古田 役[11]
- ショート・プログラム「スプリングコール」 - 演劇部員 役（2022年、Amazon Prime Video）

### 映画
- 帝一の國（2017年）
- いぬやしき（2018年） - クラスメート 役
- 日本映画大学 卒業制作 小林組「バクーシャ」（2020年） - 主演[12]
- 映画に行く日（2020年）
- アンダードッグ（2020年） - AD 役
- AWAKE（年） - 田島智 役[13]
- アクトレス・モンタージュ（2021年） - KAITO 役[14]

### 舞台
- 宅間孝行演出 タクフェス第8弾「くちづけ」島ちん 役[15]
- 宅間孝行演出 タクフェス第7弾「流れ星」駒村さん役[16]
- 劇団T-riot「インビジブル・シャドウ」主演
- 全労済ホール スペースゼロ「新八犬伝」犬飼ゲンタ 役
- 劇団T-riot「プリゾナーアンドロメダ」浅野曜平 役
- 全労済ホール スペースゼロ ショーGEKI「裸の王様」加藤 役

### CF
- au 意識高すぎ！高杉くん「貯杉先生、登場」篇[17]
- PayPay「春のグルメまつりキャンペーン」篇
- トヨタ自動車
- 明星 一平ちゃん
- 富士フイルム 写プライズ
- リクルート リクナビ2018
- ソニー PlayStation 4
- ハッピーターン

### ラジオ
- レインボータウンFM「岡村洋一のシネマスクエア」レギュラーレポーター

### MV
- MOROHA「革命」（行定勲監督）